# クリスマス・キャロル

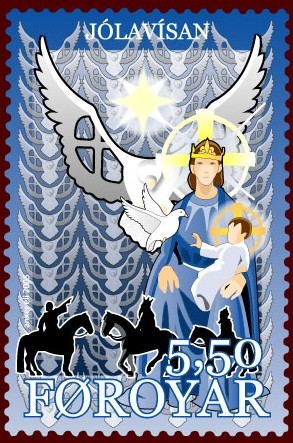
聖母子像が描かれたフェロー諸島の切手。

クリスマス・キャロル（英語: Christmas Carol、フランス語: Chant de Noël）はキャロルの一種で、現代ではキャロルというとクリスマス・キャロルのことを指すことが多い。
主としてキリスト教文化圏において、イエス・キリストの誕生と関係した内容の歌である。救世主キリストの誕生を祝い、誕生にまつわる様々な場面や逸話を歌詞にした歌をいう。通常世間的には、クリスマス前の時期に歌われ、クリスマス・イブにおいてはとりわけ愛唱されるが、教会では待降節(降臨節)から公現祭(主の公現・顕現日)前までの期間に歌われる。

## 歴史

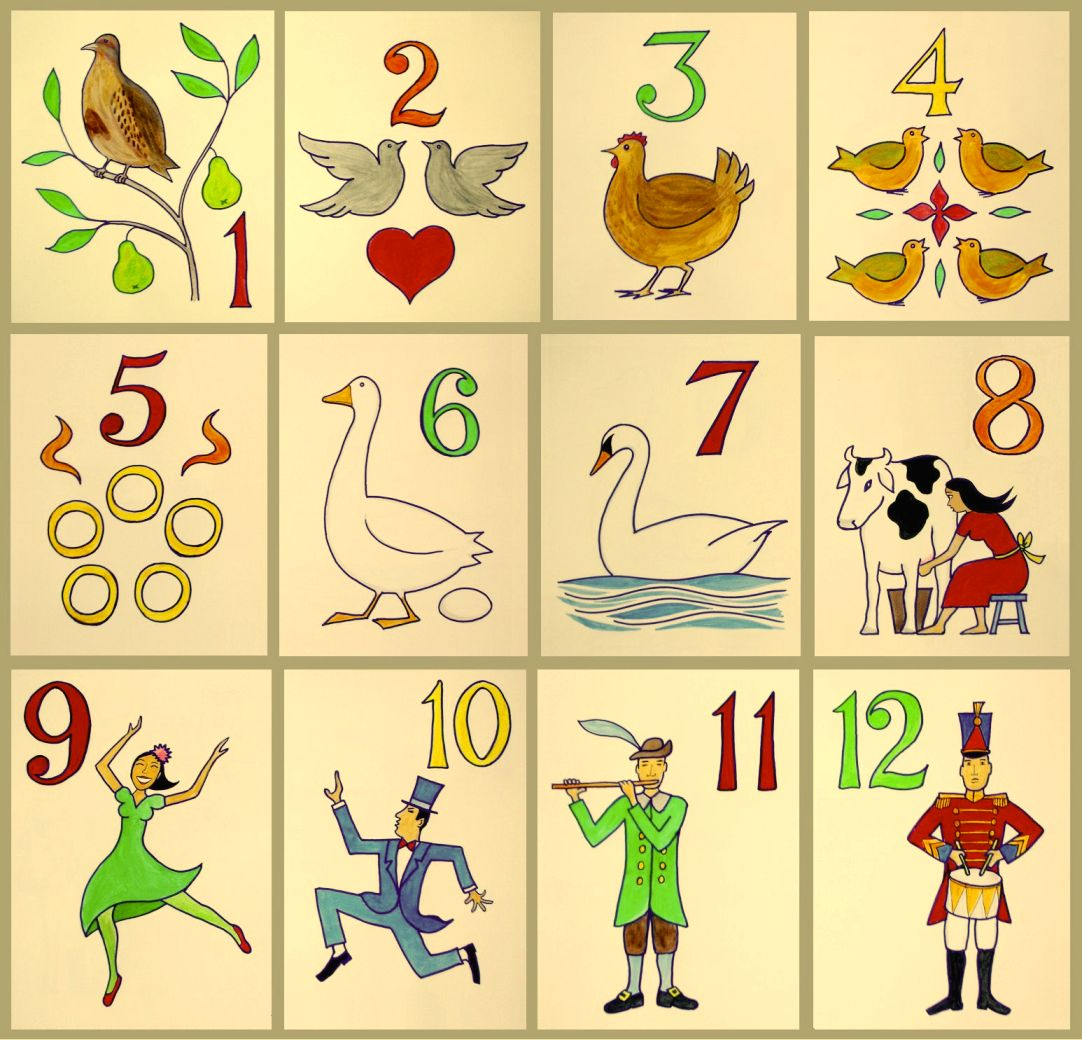
クリスマスの12日。

クリスマス・キャロルは西欧中世にまで遡ることができ、当時の旋律法で造られた曲が現代でもうたわれている。キャロルは元々世俗的な共同体の「祝歌」であり、収穫の季節にうたわれたものや、クリスマスを含め、キリスト教の聖日や行事に関連してうたわれたものもあった（アドヴェント・キャロル、イースター・キャロル等）。
キャロルは13世紀には存在しており、合唱歌として歌われてきたが、16世紀の宗教改革において、新教の国々において衰退を見た。しかしキャロルは地方の田園地域などでは継続してうたわれており、やがて19世紀において再びキャロルに対する関心が復活した。またそれと共に、歌詞の印刷出版や新しい作詞などが行われた。

### 近代以降の復興
1833年にイギリスで、ウィリアム・B・サンズ（William B. Sandys）が出版した『古今クリスマス・キャロル集』（Christmas Carols Ancient and Modern）には、「世の人忘るな」（God Rest Ye Merry, Gentlemen - 神が汝の威を保ちたまわんことを、尊き方々）、「牧人羊を」（The First Nowell - ファースト・ノエル）、「天には栄え」（Hark the Herald Angels Sing）などが含まれていた。これらの歌は、例えば「牧人羊を」はたいへん古くからあるものであり、16世紀・17世紀頃にうたわれていたが、起源的には13世紀にも遡るとされる。

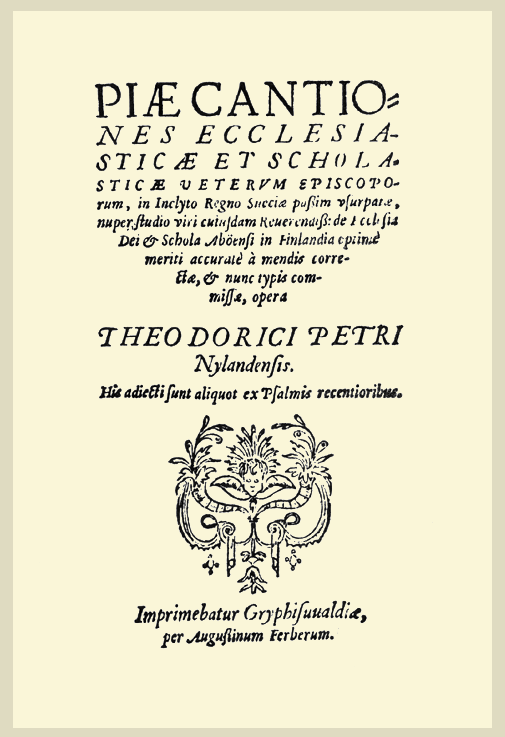
ピエ・カンツィオーネス（1625年）

「世の人忘るな」は、歌詞が印刷出版されたのが1833年で、キャロル自体は作詞者不詳でより古くから存在していたが、1843年に発表されたチャールズ・ディケンズの『クリスマス・キャロル』の作品プロローグ部に、少年がスクルージに歌いかけるキャロルとして登場している。このキャロルは、ジェントリー階級の者、または一般に富裕な者に対し、慈善金を求める意図でうたわれたことが、歌詞自体の内容と、またディケンズの『クリスマス・キャロル』でスクルージが慈善の求めに対し、拒否の対応をする場面と平行することからも、その意味が明らかである。
13世紀に遡る「春の祝歌」で、16世紀においてスウェーデン乃至フィンランドで公刊された書籍『ピエ・カンツィオーネス（敬虔歌集）』（Piae Cantiones - 古の司教達による教会と学校の敬虔歌集）に収録されていた「花のキャロル」（原ラテン語名：Tempus Adest Floridum）の旋律（チューン）に対し、ジョン・メイソン・ニール（John Mason Neale）が歌詞を付けたキャロルがある。今日においても愛唱されているこの「ウェンセスラスはよい王様」（Good King Wenceslas）もまた、19世紀半ばに非常にポピュラーとなったものの一つである。この歌は、スティヴンマス（聖ステパノスの聖日：12月26日）を背景に歌われ、寒気厳しいなか、困難を乗り越えて貧しい農民に物資を施す、ウェンセスラス王の行為が称えられている。そのため厳密にはクリスマス・キャロルではないが、時期を同じくするため一般的にクリスマス・キャロルとして歌われている。

### 教会
クリスマス・キャロルはキャロル一般がそうであるように、必ずしもキリスト教会と結びついたものではなく、一般民衆が祝歌・讃歌としてうたっていたものである。その意味では世俗音楽に入るが、宗教的な意味がなかった訳ではない。しかし、宗教改革の推進者であったマルティン・ルターが、クリスマス・キャロルを良きキリスト教徒としての人格の涵養の為、肯定的に捉えたように、キリスト教の側で、教会音楽の一端として取り入れる方向へと進んだ。
クリスマス・イブの夜、教会に集まった子供たちが街の家々を訪ねて、クリスマス・キャロルをうたう慣習があり、これを「キャロリング (caroling)」と言う。これはクリスマス・キャロルが民衆のうたであると同時に、教会に付属する歌としても取り入れられている例だと言える。

## 歌詞と曲
クリスマス・キャロルの歌詞は、英語、フランス語、ドイツ語など、それぞれの国民語で造られており、歌われているものがある一方、歴史が古く中世時代にまで遡ることより、ラテン語の歌詞のものもある。また、英語の歌詞の歌のなかにラテン語のフレーズやラインが混じるものや、同様に、ラテン語ではないが別の言語のフレーズが混じったものなどが存在する。「荒野の果てに」（Les anges dans nos campagnes - 天のみ使いの）は、英語版（Angels We Have Heard on High）は当然歌詞は英語であるが、「Gloria in excelsis Deo」というラテン語の歌詞（出典は『新約聖書・福音書』）が挿入されている（「グロリア・イン・エクチェルシス・デオ」（Gloria in excelsis Deo）はこの題のものが、それ自身、古い聖歌・賛美歌として存在している）。
歴史が古いため、歌詞及び曲の両方において、伝統歌謡として中世のものが伝わっており、古い歌詞に19世紀頃になってから新しく曲が付けられることがあり、また古くから伝わる旋律で新しいクリスマス・キャロルを歌うということもある。一つの歌詞に幾つもの曲が付けられている場合や、逆に、古いキャロルの曲が複数のうたで共用されていることがある（後者の例は、「Angels We Have Heard on High」と、ジェイムズ・モンゴメリー（James Montgomery）の歌詞で、イングランドで歌われた「Angels from the Realms of Glory」で、これらは幾分か変化があるが基本的な旋律は同じものを使って歌われている）。

## クリスマス・ソング
クリスマスのシーズンに歌われる歌として、クリスマス・ソングが存在しているが、これとクリスマス・キャロルはどう違うのか、明瞭な区別が難しい。「ホワイト・クリスマス 」（White Christmas）、「赤鼻のトナカイ」（Rudolph the Red-Nosed Reindeer）、「リトル・ドラマー・ボーイ」（Little Drummer Boy）、「ジングル・ベル」（Jingle Bells）などは、クリスマス・ソングと見なされることが多い。しかしある意味で、「ホワイト・クリスマス」や「赤鼻のトナカイ」、「リトル・ドラマー・ボーイ」などは、20世紀に造られたクリスマス・キャロルだとも言える。
「荒野の果てに」は、クリスマス・キャロルと言えるが、クリスマス・ソングとも呼ばれている。

## クラシック

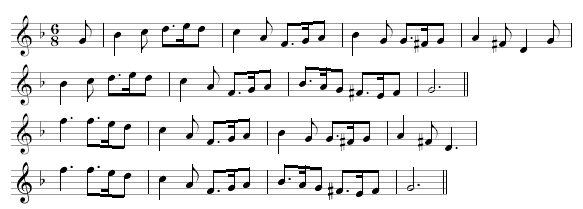
グリーンスリーブスの楽譜

イングランドの古い民謡である「グリーンスリーブス」を元に、レイフ・ヴォーン・ウィリアムズは「グリーンスリーブスの主題による幻想曲」を作曲したが、彼はまた1912年に、「クリスマス・キャロルズ幻想曲」を作曲している。閨秀詩人のクリスティーナ・ロセッティは、「In the Bleak Midwinter」という詩を書いたが、後年の1905年にグスターヴ・ホルストが詩に曲を加え、現代のクリスマス・キャロルを造り出した。
15世紀のクリスマス・キャロルの歌詞で作者不詳のものに、「Deo Gracias」（別名 Adam Lay Ybounden）が存在するが、ベンジャミン・ブリトゥンはこの歌詞に作曲し、1942年の『キャロルの祭典』中の挿入曲としている。
クラシック音楽の曲のなかには、とりわけてクリスマス・シーズンに演奏されるものや、クリスマス・キャロルを意図して作曲されたものがある。ヘンデルのオラトリオ『メサイア』や、1734年作曲のヨハン・ゼバスティアン・バッハの『クリスマス・オラトリオ』（Christmas Oratorio、BWV248）はこのような種類の音楽である。
1892年12月17日に初演された、チャイコフスキーのバレエ音楽『くるみ割り人形』は、慣習的にクリスマス・シーズンに演奏されることが多く、クリスマスの日にしばしば演奏される。

## 代表的なもの

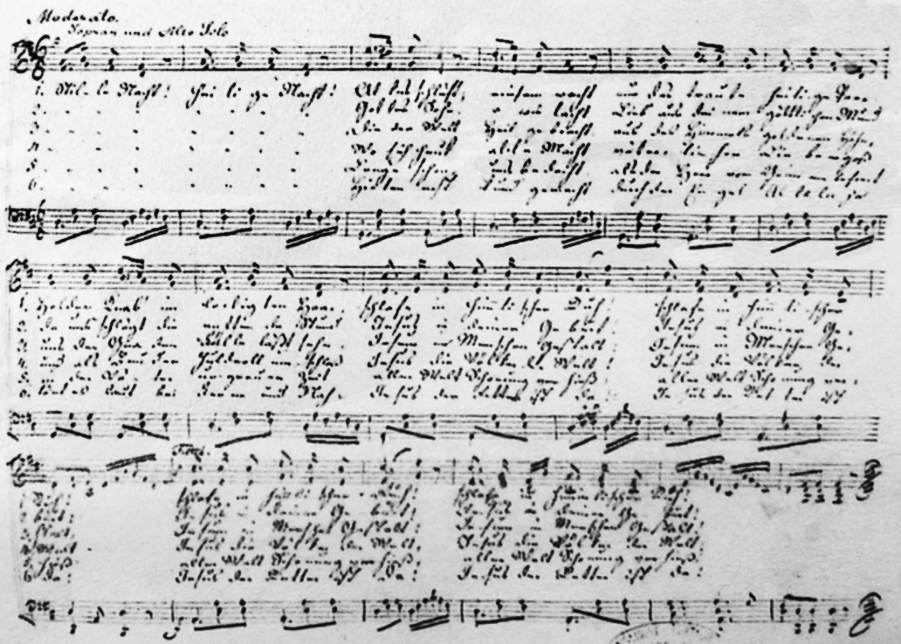
聖しこの夜の手稿楽譜（F・グルーバー）

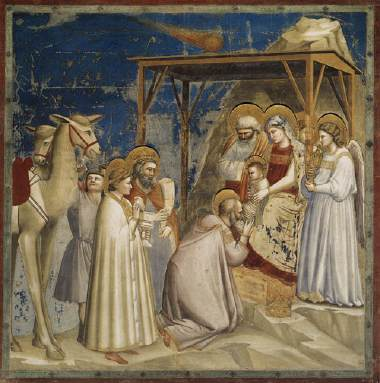
東方の三賢者、幼児礼拝

クリスマス・キャロルとして知られる曲やうたは、中世以来の伝統を持つ非常に古いものから、19世紀から20世紀にかけて作曲や作詞が行われたものまで非常に多数に昇る。「What Child Is This?」のように、作詞は19世紀半ばで、うたに使用する曲は16世紀に遡る「グリーンスリーブス」であるようなものもあれば、曲自体は中世13世紀に遡るが、作詞されたのは比較的新しいものなどもある。
- 「アデステ・フィデレス」（Adeste Fideles） - 「神の御子は今宵しも」（O Come All Ye Faithful）とも。
- 「天には栄え」（Hark! The Herald Angels Sing）
- 「天(あめ)のみつかいの」（Les anges dans nos campagnes） -「荒野の果てに」とも。
- 「御使いうたいて」（What Child Is This?）
- 「ウェンセスラスはよい王様」（Good King Wenceslas）
- 「飼い葉のおけで」（Away in a Manger）
- 「聖しこの夜」（Stille Nacht, heilige Nacht）
- 「クリスマスおめでとう」（We Wish You A Merry Christmas）
- 「クリスマスの12日間」（The Twelve Days of Christmas）
- 「コヴェントリー・キャロル」（Coventry Carol）
- 「さやかに星はきらめき」（O Holy Night）
- 「ひいらぎ飾ろう」（Deck the Halls）
- 「ベツレヘムの小さな町で」（O Little Town of Bethlehem）
- 「牧人羊を」（The First Noel）
- 「もみの木」（O Tannenbaum）
- 「もろびとこぞりて」（Joy to the World） - 「民みな喜べ」とも。
- 「世の人忘るな」（God Rest Ye Merry, Gentlemen）
- 「われらはきたりぬ」（We Three Kings）
- 「キャロル・オブ・ザ・ベル」（en:Carol of the Bells）

### クリスマス・ソング
また以下のクリスマス・ソングも、クリスマス・キャロルと呼ばれることがある。アヴェ・マリアは古くから伝わる歌である（歌詞は、『新約聖書』の『ルカ福音書』にある「マリアの讃歌」のラテン語訳が通常使用される：Ave Maria, gratina plena, Dominus tecum.）。多数のチューンで歌われ、また作曲も非常に多くある。それ以外の歌は20世紀になってから歌詞も曲も作られたものであるが、これらも、クリスマス・キャロルと見なされることがある。
- 「アヴェ・マリア」（Ave maria）
- 「赤鼻のトナカイ」（Rudolph the Red-Nosed Reindeer）
- 「リトル・ドラマー・ボーイ」（Little Drummer Boy）- 折笠愛、伊倉一恵
- 「ホワイト・クリスマス」（White Christmas）- 青柳隆志
- 「ジングルベル」（Jingle bells）- 田原加奈子